# Городские населённые пункты Ярославской области
В составе Ярославской области России находятся 22 городских населённых пункта, в том числе: 
- 11 городов, среди которых выделяются:
  - 6 городов областного значения (в списке  выделены оранжевым цветом), из них в рамках организации местного самоуправления:
    - 3 образуют отдельные городские округа,
    - 3 входят в соответствующие муниципальные районы и образуют одноимённые городские поселения в составе последних;

  - 5 городов районного значения — в рамках организации местного самоуправления входят в соответствующие муниципальные районы и образуют одноимённые городские поселения в составе последних;
- 11 посёлков городского типа (рабочих посёлков) — в рамках организации местного самоуправления входят в соответствующие муниципальные районы, из них 2 образуют одноимённые городские поселения (Пречистое и Лесная Поляна) и 9 входят в сельские поселения.

## Города
| №  | название             | район / город областного значения | мун.район / городской округ | население (чел.) | основание / первое упоминание | статус города | герб | прежние названия |
| -- | -------------------- | --------------------------------- | --------------------------- | ---------------- | ----------------------------- | ------------- | ---- | --- |
| 1  | Гаврилов-Ям          | Гаврилов-Ямский район             | Гаврилов-Ямский мун.район   | ↘16 084          | 1545                          | 1938          |      | Гавриловский Ям, Гаврилов-Ямская слобода                                                                                                |
| 2  | Данилов              | Даниловский район                 | Даниловский мун.район       | ↘13 677          | XV век                        | 1777          |      | Даниловское (до 1777) |
| 3  | Любим                | Любимский район                   | Любимский мун.район         | ↘5037            | 1538                          | 1777          |      | |
| 4  | Мышкин               | Мышкинский район                  | Мышкинский мун.район        | ↗5621            | XV век                        | 1991          |      | Мышкино (1943—1991) |
| 5  | Переславль-Залесский | г.Переславль-Залесский            | г.Переславль-Залесский, ГО  | ↘37 738          | 1152                          | 1152          |      | Переяславль |
| 6  | Пошехонье            | Пошехонский район                 | Пошехонский мун.район       | ↘5150            | 1680                          | 1777          |      | Пертома (до 1777), Пошехонье (1777—1918), Пошехонье-Володарск (1918—1992)                                                               |
| 7  | Ростов Великий       | г.Ростов Великий                  | Ростовский мун.район        | ↘28 122          | 862                           | 862           |      | |
| 8  | Рыбинск              | г.Рыбинск                         | г.Рыбинск, ГО               | ↘177 295         | 1071                          | 1777          |      | Усть-Шексна (до 1504), Рыбная слобода (1504—1777), Рыбинск (1777—1946), Щербаков (1946—1957), Рыбинск (1957—1984), Андропов (1984—1989) |
| 9  | Тутаев               | г.Тутаев                          | Тутаевский мун.район        | ↘39 643          | 1419                          | 1822          |      | Романов (до 1822) Романов-Борисоглебск (до 1918)                                                                                        |
| 10 | Углич                | г.Углич                           | Угличский мун.район         | ↗32 719          | 937                           | 1148          |      | |
| 11 | Ярославль            | г.Ярославль                       | г.Ярославль, ГО             | ↘563 717         | 1010                          | 1071          |      | |

### Населённые пункты, утратившие статус города
Сохранились, но потеряли статус города:
- Петровск — ныне пгт Петровское. Город с 1777 по 1925.

Уничтоженные:
- Молога — затоплен Рыбинским водохранилищем в 1941 году. Город с 1777 года.

## Посёлки городского типа
| №  | название           | район                | население (чел.) | основание / первое упоминание | статус пгт | герб | прежние названия                                              |
| -- | ------------------ | -------------------- | ---------------- | ----------------------------- | ---------- | ---- | ------------------------------------------------------------- |
| 1  | Борисоглебский     | Борисоглебский район | ↗5453            | 1363                          | 1962       |      | Борисоглебские Слободы (до 1962)                              |
| 2  | Бурмакино          | Некрасовский район   | ↗2610            |                               | 1943       |      |                                                               |
| 3  | Ишня               | Ростовский район     | ↘2733            |                               | 1968       |      | поселок при Ростовской ремонтно-технической станции (до 1968) |
| 4  | Константиновский   | Тутаевский район     | ↘5054            |                               | 1927       |      |                                                               |
| 5  | Красный Профинтерн | Некрасовский район   | ↗1088            | 1862                          | 1927       |      | Гузицыно (до 1945)                                            |
| 6  | Лесная Поляна      | Ярославский район    | ↘2492            | 1957                          |            |      |                                                               |
| 7  | Некрасовское       | Некрасовский район   | ↗6079            | 1214                          | 1940       |      | Соль Великая, Большие Соли (до 1938)                          |
| 8  | Петровское         | Ростовский район     | ↘4478            | 1207                          | 1943       |      | Петровск (до 1925)                                            |
| 9  | Поречье-Рыбное     | Ростовский район     | ↘1447            | XIV век                       | 1940       |      | Поречье-Ловецкое                                              |
| 10 | Пречистое          | Первомайский район   | ↘4486            | 1650                          | 1971       |      |                                                               |
| 11 | Семибратово        | Ростовский район     | ↘6511            | XV век                        | 1948       |      |                                                               |

### Населённые пункты, утратившие статус пгт
- Аббакумово — пгт с 1927 года. Упразднён в 1940 году.
- Берендеево — пгт с 1944 года. Преобразован в сельский населённый пункт в 1993 году.
- Большое Село — пгт с 1971 года. Преобразован в сельский населённый пункт в 1992 году.
- Брейтово — пгт с 1986 года. Преобразован в сельский населённый пункт в 1991 году.
- Варегово — пгт с 1934 года. Преобразован в сельский населённый пункт в 1992 году.
- Великое — пгт с 1949 года. Преобразован в сельский населённый пункт в 1997 году.
- Волга — пгт с 1927 года. Преобразован в сельский населённый пункт в 1996 году.
- Гаврилов-Ям — пгт с 1927 года. Преобразован в город в 1938 году.
- Дунилово — пгт с 1950 года. Преобразован в сельский населённый пункт в 1970-е гг. году.
- Красные Ткачи — пгт с 1927 года. Преобразован в сельский населённый пункт в 2018 году.
- Красный Перевал — пгт с 1928 года. Включён в состав города Ярославль в 1944 году.
- Кубринск — пгт с 1974 года. Преобразован в сельский населённый пункт в 1993 году.
- Купанское — пгт с 1949 года. Преобразован в сельский населённый пункт в 1993 году.
- Мышкино — пгт с 1943 года. С 1988 года назывался Мышкин. Преобразован в город в 1991 году.
- Новый Некоуз — пгт с 1975 года. Преобразован в сельский населённый пункт в 1993 году.
- Октябрь — пгт с 1957 года. Преобразован в сельский населённый пункт в 1995 году.
- Переборы — пгт с 1942 года. Включён в состав города Рыбинск в 1944 году.
- Песочное — пгт с 1927 года. Преобразован в сельский населённый пункт в 2011 году.
- Тихменево — пгт с 1950 года. Преобразован в сельский населённый пункт в 1999 году.
- Шекснинский — пгт с 1943 года. Включён в состав города Рыбинск в 1944 году.